# FDGB-Pokal

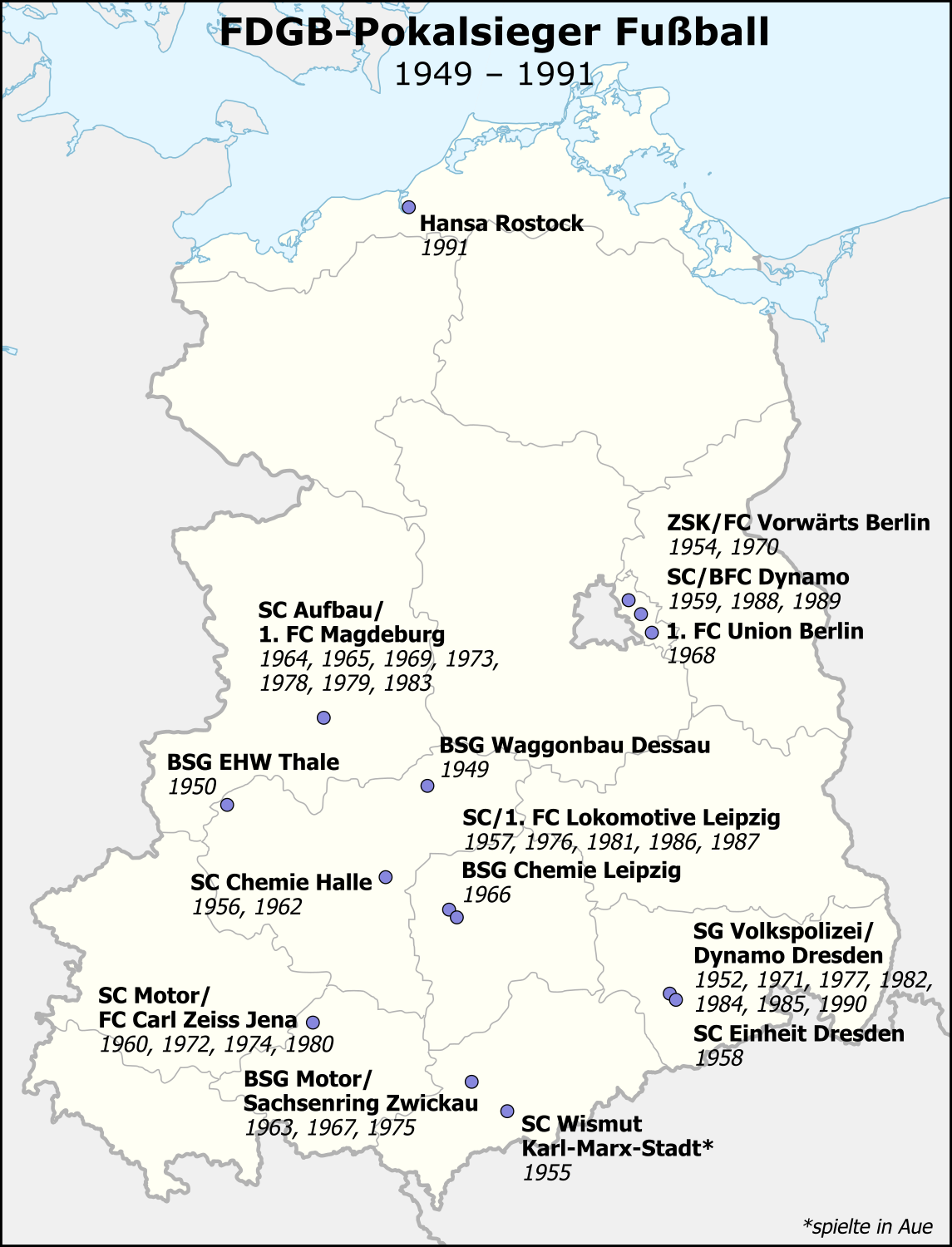
Mapa vítězů FDGB-Pokalu 1949–1991

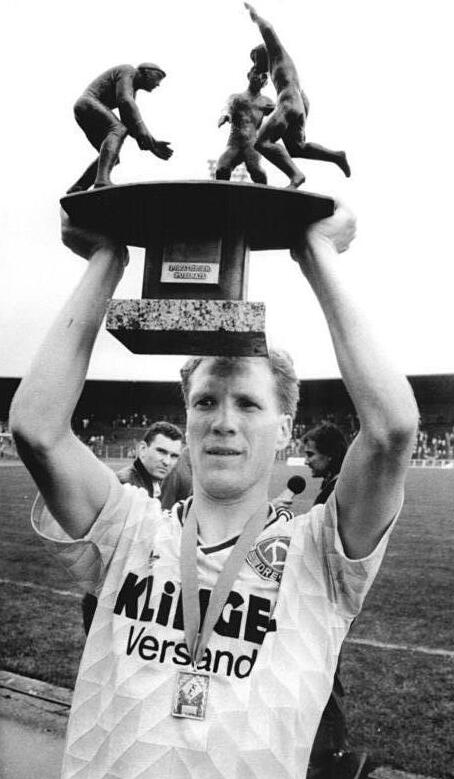
FDGB-Pokal z roku 1990, nad hlavu jej zvedá Matthias Sammer z Dynama Dráždany.

FDGB-Pokal (německy celým názvem Freier Deutscher Gewerkschaftsbund Pokal) byla fotbalová pohárová vyřazovací soutěž v Německé demokratické republice (fotbalový pohár Německé demokratické republiky).
Pořádala se od roku 1949 po vzniku NDR. Předchůdcem byl Tschammer-Pokal, který se hrál v Německu od roku 1935. Prvním vítězem FDGB-Pokalu se v roce 1949 stal klub BSG Waggonfabrik Dessau, který později změnil název na původní SV Dessau 05. Nejúspěšnějšími kluby byly se sedmi prvenstvími 1. FC Magdeburg a Dynamo Drážďany (názvy klubů se nezřídka měnily). V roce 1991 krátce po sjednocení Německa soutěž zanikla.

## Přehled finálových utkání
Zdroj:

Pozn.: vítěz je uveden tučně
- 1949: BSG Waggonfabrik Dessau – BSG Gera Süd 1:0
- 1950: BSG EHW Thale – BSG KWU Erfurt 4:0
- 1951: nehrálo se
- 1952: SG Volkspolizei Dresden – BSG Einheit Pankow 3:0
- 1953: nehrálo se
- 1954: Vorwärts KVP Berlin – BSG Motor Zwickau 2:1
- 1955: SC Wismut Karl-Marx-Stadt – SC Empor Rostock 3:2 po prodl.
- 1956: SC Chemie Halle-Leuna – ASK Vorwärts Berlin 2:1
- 1957: SC Lokomotive Leipzig – SC Empor Rostock 2:1 po prodl.
- 1958: SC Einheit Dresden – SC Lokomotive Leipzig 2:1 po prodl.
- 1959: SC Dynamo Berlin – SC Wismut Karl-Marx-Stadt 0:0, opakovaný zápas: SC Wismut Karl-Marx-Stadt - SC Dynamo Berlin 2:3
- 1960: SC Motor Jena – SC Empor Rostock 3:2 po prodl.
- 1961: nehrálo se
- 1962: SC Chemie Halle – SC Dynamo Berlin 3:1
- 1963: BSG Motor Zwickau – BSG Chemie Zeitz 3:0
- 1964: SC Aufbau Magdeburg – SC Leipzig 3:2
- 1965: SC Aufbau Magdeburg – SC Motor Jena 2:1
- 1966: BSG Chemie Leipzig – BSG Lokomotive Stendal 1:0
- 1967: BSG Motor Zwickau – FC Hansa Rostock 3:0
- 1968: 1. FC Union Berlin – FC Carl Zeiss Jena 2:1
- 1969: 1. FC Magdeburg – FC Karl-Marx-Stadt 4:0
- 1970: FC Vorwärts Berlin – 1. FC Lokomotive Leipzig 4:2
- 1971: Dynamo Drážďany – Berliner FC Dynamo 2:1 po prodl.
- 1972: FC Carl Zeiss Jena – Dynamo Drážďany 2:1
- 1973: 1. FC Magdeburg – 1. FC Lokomotive Leipzig 3:2
- 1974: FC Carl Zeiss Jena – Dynamo Drážďany 3:1 po prodl.
- 1975: BSG Sachsenring Zwickau – Dynamo Drážďany 2:2, 4:3 pen.
- 1976: 1. FC Lokomotive Leipzig – FC Vorwärts Frankfurt/Oder 3:0
- 1977: Dynamo Drážďany – 1. FC Lokomotive Leipzig 3:2
- 1978: 1. FC Magdeburg – Dynamo Drážďany 1:0
- 1979: 1. FC Magdeburg – Berliner FC Dynamo 1:0 po prodl.
- 1980: FC Carl Zeiss Jena – FC Rot-Weiß Erfurt 3:1 po prodl.
- 1981: 1. FC Lokomotive Leipzig – FC Vorwärts Frankfurt/Oder 4:1
- 1982: Dynamo Drážďany – Berliner FC Dynamo 1:1, 5:4 pen.
- 1983: 1. FC Magdeburg – FC Karl-Marx-Stadt 4:0
- 1984: Dynamo Drážďany – Berliner FC Dynamo 2:1
- 1985: Dynamo Drážďany – Berliner FC Dynamo 3:2
- 1986: 1. FC Lokomotive Leipzig – 1. FC Union Berlin 5:1
- 1987: 1. FC Lokomotive Leipzig – FC Hansa Rostock 4:1
- 1988: Berliner FC Dynamo – FC Carl Zeiss Jena 2:0 po prodl.
- 1989: Berliner FC Dynamo – FC Karl-Marx-Stadt 1:0
- 1990: Dynamo Drážďany – PSV Schwerin 2:1
- 1991: FC Hansa Rostock – Eisenhüttenstädter FC Stahl 1:0